# Norton Mandeville
Norton Mandeville är en by i civil parish High Ongar, i distriktet Epping Forest, i grevskapet Essex, i England. Norton Mandeville var en civil parish fram till 1968 när blev den en del av High Ongar. Civil parish hade 187 invånare år 1961. Byn nämndes i Domedagsboken (Domesday Book) år 1086, och kallades då Nortuna.